# Стамо Керезов
Стамо Иванов Керезов е български печатар, партизанин и политик от БКП.

## Биография
Роден е на 15 март 1909 г. в Ихтиман. Има брат Йордан Керезов, който е бил кмет на Ихтиман.
От 1923 г. е член на РМС, а от 1934 г. на БКП. Бил е секретар на РМС и член на Околийския комитет на БКП в Ихтиман. В периода 1936 – 1944 г. работи нелегално като печатар. Става партизанин и политически комисар на партизанска бригада „Чавдар“ през април 1944 г.
След 9 септември 1944 г. е последователно секретар на Околийския и Окръжния комитет на БКП в Ихтиман. Между 1951 и 1958 г. работи в МВР. От февруари 1951 г. е началник на V отдел (проверка на кореспонденция) на Държавна сигурност. Бил е председател на Окръжния комитет на ОФ в София. Керезов е заместник-председател на Контролната комисия на ЦК на БКП (1960 – 1966) и първи заместник-председател на Централната контролно-ревизионна комисия на БКП (1966 – 1989). От 1962 до 1966 г. е кандидат-член на ЦК на БКП.
Носител е на 2 ордена „Георги Димитров“ и званието „Герой на социалистическия труд“. През 1989 г. е награден и с орден „13 века България“ (Указ№405 на Държавния съвет на НРБ). Умира през 1998 г.
Написва няколко мемоарни книги като „Червената посока (Мемоари)“ (1971) и „Под един покрив с врага“ (1984).